# José Antonio Lencina
José Antonio Lencina (San Miguel de Tucumán, Tucumán, 26 de octubre de 1953) es un exfutbolista argentino que jugaba como defensor.

## Trayectoria

### Argentinos del Norte
Lencina se inició como futbolista en Argentinos del Norte, donde debutó en 1972 a sus 18 años. Un partido clave en su carrera fue el disputado por el sagrado ante Atlético Tucumán, ya que Lencina se lució y llamó la atención de Manuel Giúdice, técnico de Atlético.

### Atlético Tucumán
Ante el llamado de Giúdice, el oriundo de Villa Urquiza, no dudó y fue transferido al club del cual era fanático, Atlético Tucumán. Con la camiseta del decano debutó en el año 1973, coronándose campeón de la Liga Tucumana. Lencina mostró un gran nivel en el Nacional 1973 y en el Nacional 1974.

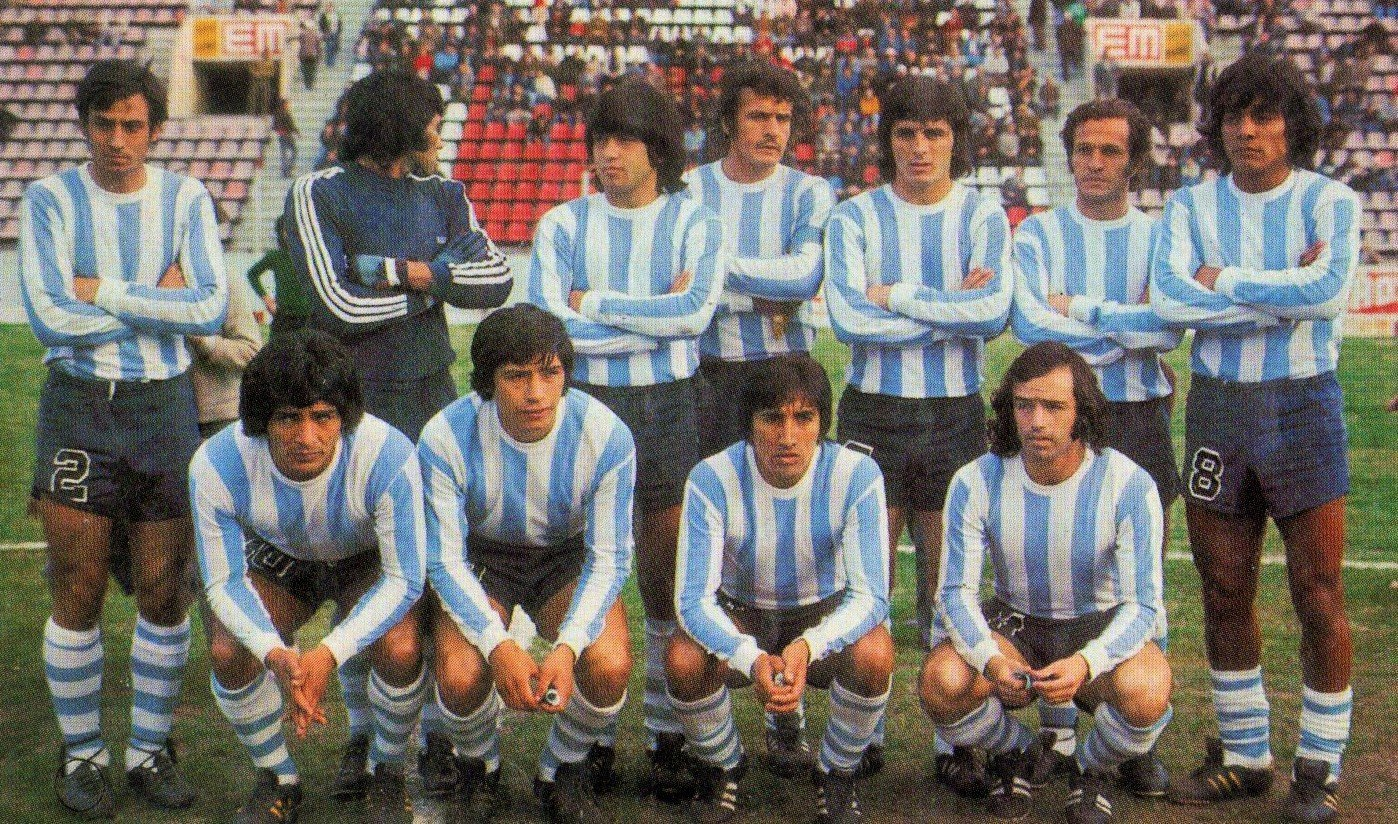
Formación de Atlético Tucumán en 1973.

### Independiente
En 1975 es transferido a Independiente, junto a Victor Hugo Arroyo, y se consagra campeón de la Copa Libertadores. En 1976 se coronó campeón de la Copa Interamericana. En 1977 fue campeón del Nacional cuando derrotó a Talleres en la final. En 1978 obtendría el bicampeonato al derrotar a River en la final.

### Unión
En 1982 llegó a Unión, donde llegó hasta cuartos de final del Nacional 1982 y a octavos en el Nacional 1983.

### Ferro (GP)
En 1984 es transferido a Ferro de General Pico, donde jugó el Nacional.

### Final de carrera
Al final de su carrera jugó en Nueva Chicago y Dock Sud.

## Selección Argentina
Fue convocado a la Selección Argentina por César Luis Menotti junto a sus compañeros de Atlético Tucumán, Ricardo Julio Villa y René Alderete para unos partidos amistosos.

## Clubes
| Club                 | País      |
| -------------------- | --------- |
| Argentinos del Norte | Argentina |
| Atlético Tucumán     | Argentina |
| Independiente        | Argentina |
| Unión                | Argentina |
| Ferro (General Pico) | Argentina |
| Nueva Chicago        | Argentina |
| Dock Sud             | Argentina |

## Palmarés
| Título              | Equipo           | País      | Año  |
| ------------------- | ---------------- | --------- | ---- |
| Liga Tucumana       | Atlético Tucumán | Argentina | 1973 |
| Copa Libertadores   | Independiente    | Argentina | 1975 |
| Copa Interamericana | Independiente    | Argentina | 1976 |
| Campeonato Nacional | Independiente    | Argentina | 1977 |
| Campeonato Nacional | Independiente    | Argentina | 1978 |